# Zaszosie
Zaszosie – peryferyjna część miasta Skarżyska-Kamiennej, usytuowana na północy miasta.
Administracyjnie wchodzi w skład osiedla Książęce. Jest to niewielkie skupisko osadnicze wzdłuż północnej sekcji ulicy Warszawskiej.